# Karl Mays Marienkalendergeschichten
Karl Mays Marienkalendergeschichten sind eine Reihe kürzerer Reiseerzählungen, die sich durch eine stärkere religiöse Färbung von Karl Mays anderen Werken dieser Gattung abgrenzen. Diese parabelartigen Erzählungen erschienen als Kalendergeschichten in Marienkalendern. Der Großteil wurde später in Karl May’s Gesammelte Reiseerzählungen aufgenommen und erschien vor allem in den Anthologien Orangen und Datteln und Auf fremden Pfaden. Zwei der Geschichten gehören zum Spätwerk. Obwohl May Protestant war, findet sich bei ihm die eher der römisch-katholischen Kirche zugerechnete Verehrung Marias.

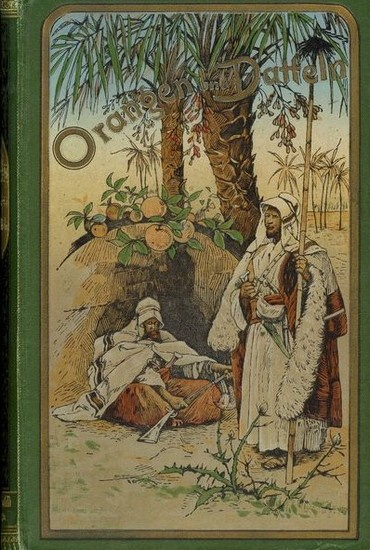
Deckelbild zum Sammelband Orangen und Datteln von Fritz Bergen (1893)

## Entstehung
Die ersten nachweisbaren Veröffentlichungen von May-Texten (1872) und auch viele weitere Frühwerke finden sich in Volkskalendern. Solche waren populär, wurden billig in hohen Auflagen produziert und weit verbreitet. Dies war einer der Gründe für den hohen Bekanntheitsgrad Mays auch in den geringverdienenden Bevölkerungsschichten. Die Marienkalender, die May später bediente, sind ein spezieller Zweig solcher Volkskalender. Sie sind der Verehrung der Mutter Jesu gewidmet und waren gegen Ende des 19. Jahrhunderts nicht nur im deutschsprachigen Raum, sondern auch bei den deutschen Auswanderern in den USA sehr beliebt.
Den Großteil seiner Reiseerzählungen hatte May im Verlag von Friedrich Pustet veröffentlicht, dessen Deutscher Hausschatz in Wort und Bild seit 1879 zu Mays Hauptpublikationsorganen gehörte. Um 1890 forderte der Verlag seinen zugkräftigen Autor auf, auch für seinen Regensburger Marien-Kalender zu schreiben, um diesen zu beleben. May, zu jener Zeit finanziell angeschlagen, willigte ein. Daraufhin erschien im Kalender für 1891 die Erzählung Christus oder Muhammed. Die Verlagsstrategie ging auf: Mays Beiträge für diesen Kalender waren so erfolgreich, dass May auch anderen Marienkalender-Verlagen Reiseerzählungen anbot bzw. von diesen um solche gebeten wurde. Darum sind viele der Geschichten als Auftragsarbeiten zu betrachten, die einen Nebenverdienst darstellten. Dies erklärt auch, warum May häufig dieselben Grundmotive in zwei Geschichten verarbeitete. May schnitt seine Schriften auf die jeweilige Leserschaft zu (vgl. z. B. herkömmliche Reiseerzählungen, Jugenderzählungen und Kolportageromane). Somit ist die starke religiöse Färbung, die May diesen Erzählungen gab, auf das Gesamtniveau und die Intention der Marienkalender zurückzuführen.
Obwohl Christi Blut und Gerechtigkeit (1882) nicht als Kalendergeschichte veröffentlicht worden war (sie entstand im Auftrag Joseph Kürschners), wies sie als erste Reiseerzählung die Anlage und Thematik der Marienkalendergeschichten auf und kann darum ebenfalls zu diesen gerechnet werden. Wie auch in den herkömmlichen Reiseerzählungen zeigt sich in den späteren Geschichten die Tendenz zum Pazifismus des Spätwerks. Zum eigentlichen Spätwerk selbst gehören schließlich zwei Erzählungen. Davon war Bei den Aussätzigen (1907) ursprünglich nicht als Kalendergeschichte erschienen, sondern der Verlag des „Eichsfelder Marienkalenders“ hatte May solange um Text gedrängt, bis er ihm diese Erzählung zum Nachdruck überließ. Die letzte Geschichte, Merhameh (1909), ist zugleich die letzte Erzählung, die May bis zu seinem Tode 1912 vollendete. Somit hatte May von Beginn bis Ende seines literarischen Schaffens in Volkskalendern publiziert.

## Inhalt

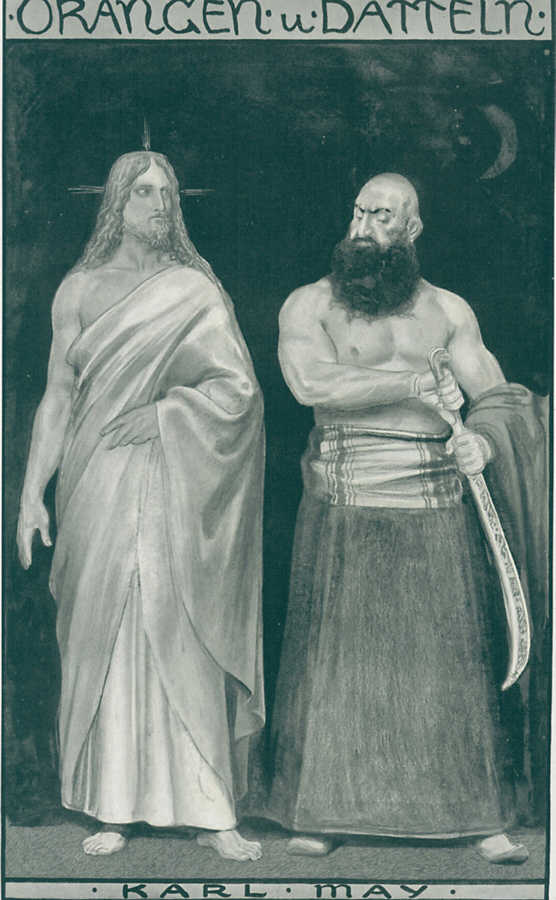
Deckelbild zum Sammelband Orangen und Datteln von Sascha Schneider (1904)

Von den 19 Geschichten spielen drei im Wilden Westen (Ein amerikanisches Doppelduell, Old Cursing-Dry, Mutterliebe), eine in Südamerika (Christ ist erstanden!) und eine im fiktiven Land Ardistan (Merhameh); May nutzte vornehmlich den orientalischen Schauplatz. Der Ich-Erzähler bleibt entweder anonym oder wird als Kara Ben Nemsi bzw. Old Shatterhand vorgestellt. Während Hadschi Halef Omar in den meisten der orientalischen Geschichten mitspielt, taucht Winnetou in allen drei Wildwest-Geschichten auf. In einigen Erzählungen lässt May auch bekannte Nebenfiguren auftreten: Amad el Ghandur, Dick Hammerdull & Pitt Holbers, Frick Turnerstick, Kara Ben Halef, Merhameh und Omar Ben Sadek.
Die Geschichten sollen die Wahrheit und Überlegenheit des Christentums (gemäß zeitgenössischer Ansicht) zum Ausdruck bringen. Dazu bediente sich May verschiedener Gegensätze: Liebe und Hass, Glaube und Unglaube, vorbildlicher Nicht-Christ und Namenschrist. Auch der Islam wird in einigen Erzählungen zum Gegensatz erklärt, indem May ihn als Symbol für Andersgläubige oder negative Aspekte wie (Blut)rache und Fundamentalismus verwendete, dem gegenüber er das Christentum – vor allem unter dem Aspekt als „Religion der Liebe“ – positiv hervorheben wollte. Je nach Grundmotiv der Geschichte bzw. Funktion der Figuren sind Moslems aber auch positiv oder neutral dargestellt.
May will demonstrieren, dass es keinen Zufall gibt, sondern stets göttliche Vorsehung herrscht. Oft werden aus einer Notsituation heraus die Bösewichte bekehrt oder bestraft. Einige von ihnen fluchen (z. B. Ich will erblinden und zerschmettert werden) und in der Folge tritt die Strafe Gottes in Form des ausgesprochenen Fluches ein. In den späteren Erzählungen löst May Konflikte gemäß seiner Tendenz zum Pazifismus eher durch Versöhnung. Im Zentrum der Geschichten steht häufig eine Familie, in der ein Glaubenszwist herrscht bzw. in der ein Kind in Not gerät. Die Errettung des Kindes führt dann zur Bekehrung. Hierbei tritt der Ich-Erzähler als Missionar und Vollstrecker des göttlichen Willens auf.
Obwohl May sich wiederkehrend an den oben genannten Elementen bediente, sind die Geschichten nach Form und Gehalt doch sehr unterschiedlich. Einigen Geschichten fehlt eine vorherrschende religiöse Thematik oder das Religiöse wird unaufdringlich behandelt. Sogar verschlüsselte Kritik an aufgesetztem Christentum lässt sich erkennen.

## Kritik

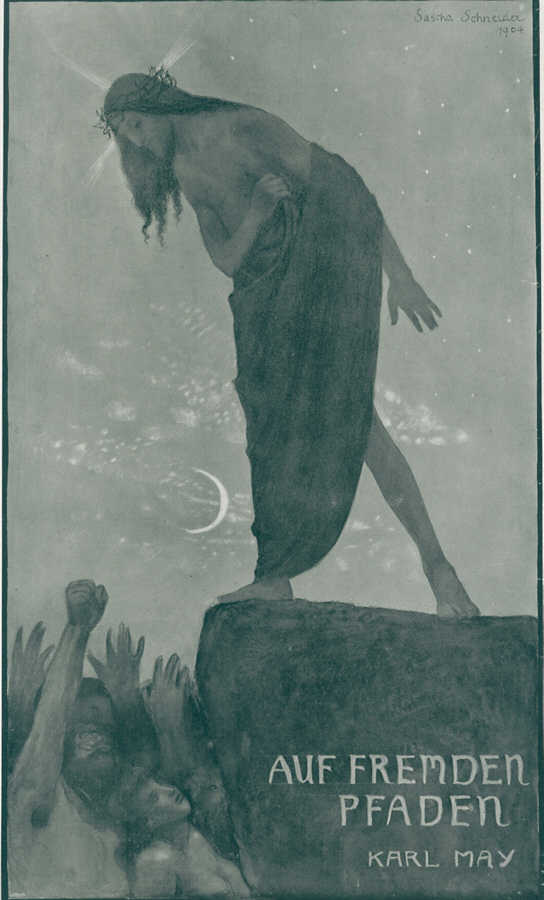
Deckelbild zum Sammelband Auf fremden Pfaden von Sascha Schneider (1904)

Lange Zeit wurden Mays Marienkalendergeschichten von Interpreten wie Adolf Droop, Volker Klotz, Hans Wollschläger und Otto Forst-Battaglia verdammt. Dabei wurde die berechtigte Kritik an einigen Geschichten für alle verallgemeinert, ohne auf die Verschiedenheit (z. B. Fehlen einer vorherrschenden religiösen Thematik oder Zugehörigkeit zum Spätwerk) einzugehen. Zum Beispiel wurden die Strafgerichtsszenen genannt, obwohl die meisten solcher Szenen – laut Claus Roxin Widerspiegelung von Mays Angstzuständen auf der Höhe seines Erfolges – eigentlich in Mays herkömmlichen Reiseerzählungen jener Zeit erschienen. Vorwürfe, May katholisiere in seinen Marienkalendergeschichten, wurden u. a. von Ernst Seybold entkräftet bzw. widerlegt. Es finden sich sogar Stellen, die protestantisches Gedankengut aufweisen.
Kritisiert wird die „drastische Schwarz-Weiß-Malerei“ und die Empfindung „aufgepfropfte[r] Moral“ einiger Erzählungen. Tatsächlich sind laut Hermann Wohlgschaft Mays gut gemeinte moralische Ausführungen mehrfach „zu plump“, „sehr grob und schulmeisterlich-penetrant“ geraten. Aus heutiger Sicht fällt besonders negativ auf, dass der Islam in einigen der Geschichten abgewertet wird, um das Christentum hervorzuheben. Grundsätzlich steht May dem Islam aber nicht ablehnend gegenüber, sondern hebt die Gemeinsamkeiten hervor (z. B. Allah ist Gott), und informiert über den Islam „überwiegend getragen von Respekt, Humanität und Toleranz“. Wohl aber kritisiert er einige Aspekte: U. a. Blutrache, Heiliger Krieg, Fehlen der Botschaft von der Liebe Gottes, Fehlen des Gebotes der Feindesliebe. Daher ist für May „die christliche Religion die richtige […], da sie über den Islam »Sieger nach Punkten« ist“.
Die Erzählungen sind nach Eckehard Koch „teilweise interessant und insgesamt spannend, auch humorvoll geschrieben“. Zudem heben Martin Lowsky und Ekkehard Bartsch bei manchen die Erzähltechnik hervor und Koch verweist auf das Bemühen um korrekte historische Hintergrunddarstellung. Obwohl einige der Erzählungen eher negativ auffallen, hat May „teilweise vortreffliche [Marien-]Kalendergeschichten“ verfasst, so Roxin.

## Bibliografie
Fast alle Geschichten erschienen – meist illustriert – zunächst im „Regensburger Marien-Kalender“ (ab 1890), in „Benziger’s Marien-Kalender“ und im „Eichsfelder Marien-Kalender“ (beide ab 1892) sowie im „Einsiedler Marien-Kalender“ (ab 1896). Später nahm May den Großteil in die Bände Orangen und Datteln (1893), Auf fremden Pfaden (1897) und Im Reiche des silbernen Löwen I–II (beide 1898) auf.
In den folgenden Tabellen sind die aktuellen Nummern des Bandes und der Erzählung aus Karl May’s Gesammelten Werken (Titel können dort abweichen), der Titel des entsprechenden Reprints der Karl-May-Gesellschaft sowie Abteilung und Bandnummer der historisch-kritischen Ausgabe Karl Mays Werke (sofern bereits erschienen) angegeben.

### Orangen und Datteln
Orangen und Datteln ist der zehnte Band der Reihe Carl May’s gesammelte Reiseromane (später Karl May’s Gesammelte Reiseerzählungen) und erschien ab 1909 parallel in Karl Mays Illustrierte Reiseerzählungen mit Bildern von Willy Planck. Es ist der erste Sammelband der Reihe. Der Band wird mit einer Erzählung eröffnet, die vor den anderen spielt. Die weiteren Erzählungen sind geografisch angeordnet und beginnen in Europa und mit der Überfahrt nach Algier und führen über die Nordsahara, den Sudan, Mesopotamien und Kurdistan in die Türkei.
| Titel                                   | Jahr | Anmerkungen                                                                     | Karl May’s Gesammelte Werke | Reprints der Karl-May-Gesellschaft | Historisch-kritische Ausgabe |
| --------------------------------------- | ---- | ------------------------------------------------------------------------------- | --------------------------- | ---------------------------------- | ---------------------------- |
| herkömmliche Reiseerzählung: Die Gum    | 1879 | = Unter Würgern, Überarbeitung von Die Gum (1877) und Die Rose von Sokna (1878) | 10,01                       | Kleinere Hausschatz-Erzählungen    | IV.24                        |
| Christus oder Muhammed                  | 1890 |                                                                                 | 10,02                       | Christus oder Muhammed             | IV.24                        |
| herkömmliche Reiseerzählung: Der Krumir | 1882 |                                                                                 | 10,03                       | Der Krumir                         | IV.24                        |
| Eine Ghasuah                            | 1892 |                                                                                 | 10,05                       | Christus oder Muhammed             | IV.24                        |
| Nûr es Semâ – Himmelslicht              | 1892 |                                                                                 | 48,11                       | Christus oder Muhammed             | IV.24                        |
| Christi Blut und Gerechtigkeit          | 1882 | nicht als Kalendergeschichte erschienen                                         | 48,08                       | Christus oder Muhammed             | IV.24                        |
| Mater dolorosa                          | 1891 |                                                                                 | 48,07                       | Christus oder Muhammed             | IV.24                        |
| Der Verfluchte                          | 1892 |                                                                                 | 48,12                       | Christus oder Muhammed             | IV.24                        |

Eröffnet wird der Band mit der herkömmlichen Reiseerzählung Die Gum, die ursprünglich Unter Würgern hieß und eine Kompilierung und Überarbeitung zweier älterer Erzählungen namens Die Gum und Die Rose von Sokna darstellt. Es ist die einzige Orienterzählung der Reihe, die vor dem Orientzyklus (1881–1888) entstand und damit noch zum Frühwerk gehört. Somit trägt der Ich-Held noch nicht den Namen Kara Ben Nemsi und wird auch nicht von Hadschi Halef Omar begleitet; allerdings wurde hier erstmals der Name Old Shatterhand erwähnt. Die Erzählung spielt dementsprechend vor dem Orientzyklus – nachträglich zwischen den Ereignissen der ersten und zweiten Hälfte von Winnetou II (1893) – und als bekannte Nebenfigur tritt Emery Bothwell auf. In der zweiten herkömmlichen Erzählung wird der Ich-Held ebenfalls nicht von Halef, sondern von Krüger Bei begleitet. Der Krumir gilt als bedeutendste Erzählung dieser Anthologie.

### Auf fremden Pfaden
Auf fremden Pfaden  ist der 23. Band der Reihe Karl May’s Gesammelte Reiseerzählungen. Die spätere Parallelausgabe wurde ebenfalls von Willy Planck illustriert, erschien 1910 allerdings als 18. Band. Es ist der dritte und letzte Sammelband der Reihe. Nach den beiden geografisch thematisierten Bänden Orangen und Datteln und Am Stillen Ocean enthält dieser Band Erzählungen, die auf vier Kontinenten spielen.
| Titel                                              | Jahr    | Anmerkungen                                                    | Karl May’s Gesammelte Werke | Reprints der Karl-May-Gesellschaft                               | Historisch-kritische Ausgabe |
| -------------------------------------------------- | ------- | -------------------------------------------------------------- | --------------------------- | ---------------------------------------------------------------- | ---------------------------- |
| herkömmliche Reiseerzählung: Saiwa tjalem          | 1883    |                                                                | 23,01                       | Der Krumir                                                       | IV.26                        |
| herkömmliche Reiseerzählung: Der Boer van het Roer | 1897    | Modifizierung der gleichnamigen, historischen Erzählung (1879) | 23,02                       | (Zeitschriftenfassung von 1879: Kleinere Hausschatz-Erzählungen) | IV.26                        |
| Er Raml el Helahk                                  | 1895    |                                                                | 10,04                       | Christus oder Muhammed                                           | IV.26                        |
| Blutrache                                          | 1894    |                                                                | 23,03                       | Christus oder Muhammed                                           | IV.26                        |
| Der Kutb                                           | 1894    |                                                                | 23,04                       | Christus oder Muhammed                                           | IV.26                        |
| Der Kys-Kaptschiji                                 | 1895/96 |                                                                | 23,05                       | Christus oder Muhammed                                           | IV.26                        |
| Maria oder Fatima                                  | 1893    |                                                                | 23,06                       | Christus oder Muhammed                                           | IV.26                        |
| Gott läßt sich nicht spotten                       | 1896    | = Old Cursing-Dry                                              | 23,07                       | Christus oder Muhammed                                           | IV.26                        |
| Ein Blizzard                                       | 1896    | = Ein amerikanisches Doppelduell                               | 23,08                       | Christus oder Muhammed                                           | IV.26                        |

In diesem Band führen die beiden herkömmlichen Reiseerzählungen den Leser auch in Gegenden außerhalb von Orient und Wildem Westen. Saiwa tjalem, eine weitere Auftragsarbeit für Joseph Kürschner, ist die einzige Erzählung, die in Lappland spielt, während Der Boer van het Roer von Ereignissen in Südafrika handelt. Letztere Erzählung war ursprünglich eine frühe Reiseerzählung von 1879, die selbst eine überarbeitete und ergänzte Version von Der Africander (1878) darstellt. Da der Text 1840 spielt, die Veröffentlichung in der Anthologie aber eine Gleichsetzung des Ich-Erzählers mit jenen der anderen Reiseerzählungen mit sich brachte, musste May erneut Änderungen vornehmen, um die historischen Bezüge zu bereinigen. So wurden historische Persönlichkeiten durch Nachkommen oder spätere Persönlichkeiten wie Sikukini ersetzt. Als bekannte Figur tritt Quimbo auf. Der Boer van het Roer ist unter den Texten der Anthologie hervorzuheben; entgegen den Vorurteilen seiner Zeit lässt May einen weißen Helden eine Schwarzafrikanerin heiraten.

### Weitere Marienkalendergeschichten
| Titel                  | Jahr    | Anmerkungen                                                                     | Karl May’s Gesammelte Werke | Reprint der Karl-May-Gesellschaft | Historisch-kritische Ausgabe |
| ---------------------- | ------- | ------------------------------------------------------------------------------- | --------------------------- | --------------------------------- | ---------------------------- |
| Christ ist erstanden!  | 1893    |                                                                                 | 48,14                       | Christus oder Muhammed            |                              |
| Scheba et Thar         | 1897    | später in Im Reiche des silbernen Löwen I (1898) integriert                     | 26, Kapitel 7–9             | Christus oder Muhammed            |                              |
| Mutterliebe            | 1897/98 |                                                                                 | 48,06                       | Christus oder Muhammed            | IV.27                        |
| Die „Umm ed Dschamahl“ | 1898    | später stark umgearbeitet in Im Reiche des silbernen Löwen II (1898) integriert | 48,13                       | Christus oder Muhammed            |                              |
| Bei den Aussätzigen    | 1907    | erst ein Nachdruck erschien 1908 als Kalendergeschichte                         | 81,04                       | Christus oder Muhammed            |                              |
| Merhameh               | 1909    | Titelillustration lautet fälschlicherweise Marhameh                             | 81,02                       | Christus oder Muhammed            |                              |

Um den „Hausschatz“-Text der herkömmlichen Reiseerzählung Im Reiche des silbernen Löwen I-II für die Buchausgabe auf die notwendige Seitenzahl zu bringen, integrierte May zwei seiner Marienkalendergeschichten. Diese werden oft als Fremdkörper empfunden, die dem Gesamtkonzept schaden.
Erste Hörbuch- bzw. Hörspiel-Adaptionen einiger der Geschichten liegen vor.

## Karl Mays Marienverehrung
Karl May wurde evangelisch-lutherisch getauft, konfirmiert sowie getraut und ist formell Lutheraner geblieben. Während Mays dritter Haftzeit (1870–1874) wurde ihm auf Grund seiner Fähigkeiten die Aufgabe des Organisten für den katholischen Gottesdienst übertragen. Die aktive Teilnahme an diesem Gottesdienst beeinflusste ihn.
Da May im katholischen „Deutschen Hausschatz“ und den Marienkalendern publizierte, wurde angenommen, er sei katholisch. Auskünfte von Seiten des Pustet-Verlages und Angaben in Literaturkalendern bestätigten diese Annahme, der May nicht widersprach. Seine Werke sind zwar alle mehr oder weniger christlich geprägt, aber nicht spezifisch katholisch verfasst. Tatsächlich dachte May ökumenisch und vertrat ein überkonfessionelles Christentum. Von seinen Zeitgenossen wurden ihm später Etikettenschwindel und Synkretismus vorgeworfen.

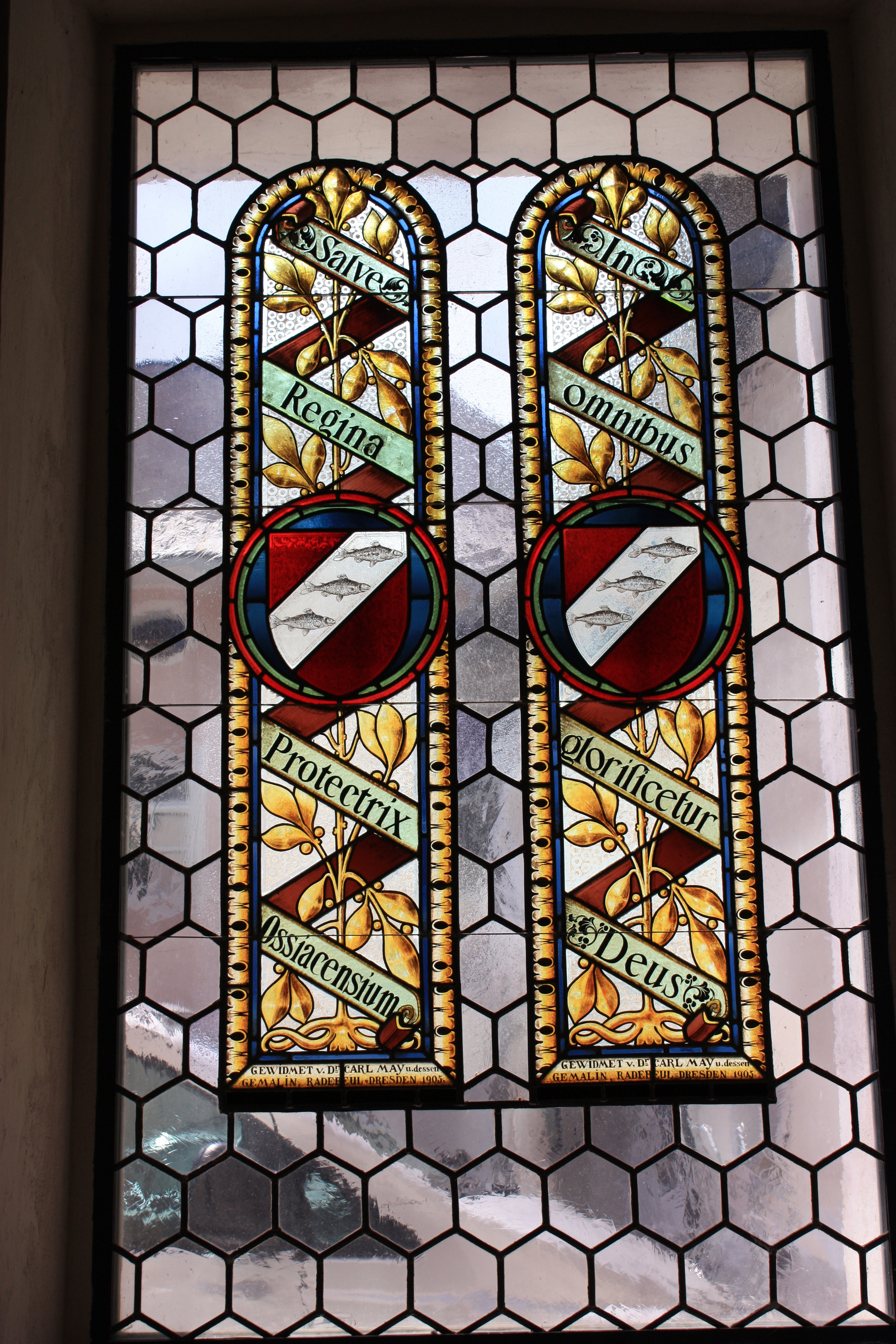
Von Karl und Klara May gestiftete Fenster für die Kirche „Mariä Himmelfahrt“ in Ossiach

Marienverehrung findet sich auch außerhalb der katholischen Kirche, sogar auf protestantischem Boden. May war in seiner Marienverehrung „dogmatisch korrekt-nüchtern“. Sie ist Ausdruck seiner Sehnsucht nach der mütterlichen Liebe, die ihm fehlte, und nicht auf eine Geschäftstaktik zurückzuführen. Während der Kontroversen um seine Konfession verfasste er ein eigenes Glaubensbekenntnis; in der zweiten Strophe heißt es:
Ich glaube an die himmlische Liebe, die zu uns niederkam, für die Sterblichen den Gottesgedanken zu gebären. Indem sie dieses tat, wurde sie für uns zur Gottesmutter. Sie lebt und wirkt, gleichviel, ob wir sie verehren oder nicht. Sie ist die Reine, die Unbefleckte, die Jungfrau, die Madonna!
- Karl May: Mein Glaubensbekenntnis (1906)
Erwartungsgemäß enthalten die Marienkalendergeschichten eine Portion Marienverehrung. Aber auch an anderen Stellen hat sich May mit der Mutter Jesu befasst:
- Ave Maria der Gondolieri am Traghetto del Salute ist ein Gedicht von Ida von Düringsfeld, das May ca. 1864 für seinen Gesangverein „Lyra“ vertonte.[58]
- In der Erzählung Im »wilden Westen« Nordamerika’s (1882/83) hat Old Shatterhand ein dreistrophiges Gedicht mit dem Titel Ave Maria verfasst. Deutsche Siedler singen es für den sterbenden Winnetou. In einem leicht abweichenden Abdruck heißt diese Erzählung ebenfalls Ave Maria (1890, Textgrundlage für Winnetou III (1893)).
- Die historische Erzählung Pandur und Grenadier (1883) wird mit einem Mariengedicht eingeleitet, obwohl es für die folgende Handlung unerheblich ist.[59]
- May hatte von Old Shatterhands Ave Maria zunächst nur die erste und dritte Strophe veröffentlicht. Erst 1896 folgte auch die zweite Strophe. Mays Vertonungen für Männer- und gemischten Chor erschienen in Ernste Klänge (1898).[60] Zahlreiche andere Personen vertonten dieses Ave Maria ebenfalls.[61]
- Ein zweites Ave Maria dichtete May für die Tochter eines Freundes zur Erstkommunion 1898.[62]
- 1905 stifteten May und seine zweite Frau Klara der Kirche „Mariä Himmelfahrt“ zu Ossiach zwei Fenster. Eines davon trägt die Inschrift: Salve Regina Protectrix Ossiacensum (Sei gegrüßt, Königin, Beschützerin der Ossiacher).[63]